# Proga V. kongresa
Proga V. kongresa je ime severne in zahodne ljubljanske železniške obvoznice, ki so jo v okviru prve petletke (v njenem sklopu je bila predvidena tudi rekonstrukcija ljubljanskega železniškega vozlišča) načrtovali in pričeli graditi leta 1948, vendar je niso nikoli dogradili.
Severni del te obvozne trase je predvideval obnovo 18 km dolge obvozne proge Vižmarje–Črnuče–Laze, ki je bil zgrajen med nemško okupacijo v letih 1942 in 1943 in so jo takoj po vojni opustili, do leta 1947 pa dokončno demontirali. Načrtovan je bil tudi 9 km dolg podaljšek te proge od Vižmarij do Kozarij, ki naj bi potekal približno vzhodno od današnje zahodne avtocestne obvoznice. Z zemeljskimi deli so svečano pričeli 4. julija 1948. Ker so takrat potekale priprave na V. kongres KPJ (potekal je od 21. do 28. julija 1948 v Beogradu), so progo poimenovali Proga V. kongresa. Leta 1949 so dela nenadoma zaustavili in jih niso več nadaljevali.
Poleg ostankov nemške severne obvoznice se je med vrtički v Dravljah (blizu križišča Podutiške ceste in Ulice bratov Babnik) ohranil še betonski most, ki je bil predviden kot železniški nadvoz zahodnega dela proge nad Podutiško cesto. To je tudi edini zgrajeni objekt predvidene zahodne obvoznice.